# Rungsianea hecate
Rungsianea hecate är en fjärilsart som beskrevs av Pierre E.L. Viette 1960. Rungsianea hecate ingår i släktet Rungsianea och familjen nattflyn. Inga underarter finns listade.